# Sesseopsis
Sesseopsis é um género botânico pertencente à família Solanaceae.